# 22 december
22 december is de 356ste dag van het jaar (357ste dag in een schrikkeljaar) in de gregoriaanse kalender. Hierna volgen nog 9 dagen tot het einde van het jaar.

## Gebeurtenissen
- Algemeen
  - 69 - Keizer Vitellius wordt in Rome gevangengenomen en bij de "Trap der Zuchten" doodgemarteld.
  - 1770 - Het IJzerkoekenoproer in Coevorden.
  - 1963 - Er ontstaat brand op het schip de Johan van Oldenbarnevelt - dan bekend staand als TSMS Lakonia, waardoor deze in de loop van de nacht afbrandt.
  - 1972 - Aardbevingen maken een ruïne van de Nicaraguaanse hoofdstad Managua.[1]
  - 1994 - De Mexicaanse overheid begint met de evacuatie van circa 75.000 dorpelingen die onder de rook van de opnieuw actief geworden vulkaan Popocatépetl leven.
  - 1997 - Bij het bloedbad van Acteal in Mexico komen 45 kerkgangers om het leven.
  - 2015 - De arrestatie van negen Somaliërs voor piraterij in de Indische Oceaan in april 2011 door de commandant van een Nederlands fregat is een rechtmatige daad geweest, concludeert de Hoge Raad.
  - 2018 - Door een tsunami in de Straat van Soenda komen op Java en Sumatra honderden mensen om het leven.

- Kunst en cultuur
  - 1849 - De executie van Fjodor Dostojevski wordt op het laatste moment afgeblazen.[1]

- Oorlog
  - 1790 - Het Russische leger onder leiding van Aleksandr Soevorov verovert de stad Izmajil na een lang beleg.
  - 1939 - Het Reichssicherheitshauptamt (RSHA) wordt opgericht door Heinrich Himmler.[1]

- Politiek
  - 1919 - 250 linkse Amerikanen, onder wie de anarchistische voorvrouw Emma Goldman, worden naar Rusland gedeporteerd.
  - 1971 - Kurt Waldheim volgt U Thant op als secretaris-generaal van de VN.
  - 1986 - Andrej Sacharov en zijn vrouw Jelena Bonner keren na zeven jaar ballingschap terug in Moskou.[1]
  - 1988 - President Chadli Bendjedid van Algerije wordt herkozen.
  - 1989 - Na een week van bloedige demonstraties neemt Ion Iliescu het presidentschap over van Roemenië, waardoor Nicolae Ceaușescu's communistische bewind tot een einde komt.
  - 1990 - Lech Wałęsa wordt beëdigd als president van Polen.[1]
  - 1990 - Het parlement van Kroatië neemt een nieuwe grondwet aan die de deelrepubliek het recht geeft om zich van Joegoslavië af te scheiden.
  - 1991 - Staatgreep in Georgië: onder leiding van Tengiz Kitovani en Dzjaba Ioseliani belegeren paramilitaire groepen en een deel van de Nationale Garde van Georgië het parlementsgebouw in hoofdstad Tbilisi.
  - 1994 - Bij etnische onlusten in Bujumbura, de hoofdstad van de Midden-Afrikaanse staat Burundi, komen meer dan dertig mensen om het leven.
  - 2008 - Yves Leterme ontvangt zijn ontslag van de Belgische koning en is niet langer premier van België.[1]
  - 2023 - De VN-Veiligheidsraad neemt een resolutie aan die pleit voor het "scheppen van voorwaarden voor een duurzame beëindiging van de vijandelijkheden" in Gaza. Israël en Hamas hebben kritiek op de resolutie waar ook in staat dat de levering van hulpgoederen moet worden versneld.[2]

- Recreatie
  - 2007 - Het attractiepark Walt Disney Studios Park opent de attractie The Twilight Zone Tower of Terror.

- Sport
  - 1922 - Oprichting van de Zweedse voetbalclub Jönköpings Södra IF.
  - 1954 - Oprichting van de Russische voetbalclub Baltika Kaliningrad.
  - 1965 - Oprichting van de Oost-Duitse voetbalclub 1. FC Magdeburg.

- Wetenschap en technologie
  - 1930 - De Federaasje fan Fryske Studinteferienings wordt opgericht.
  - 1938 - In Zuid-Afrika wordt een coelacant gevangen.[1]
  - 1966 - Eerste (glij)vlucht van het HL-10 Lifting Body vliegtuig van Northrop Corporation, bestuurd door Bruce Peterson.[3]
  - 2022 - Ruimtewandeling van de astronauten Josh Cassada en Frank Rubio van NASA voor het installeren van een nieuw zonnepaneel aan het ISS.[4]
  - 2022 - NASA en Roskosmos sluiten na onderzoek uit dat de lekkage van koelvloeistof van het Sojoez MS-22 ruimtevaartuig is veroorzaakt door de Geminiden meteorenzwerm. Uit een inmiddels uitgevoerde inspectie is gebleken dat er een gaatje van 0,8 millimeter in het ruimtevaartuig zit.[5]
  - 2023 - Ontkoppeling van een onbemand Cygnus ruimtevaartuig en het ISS. Het ruimtevaartuig is op 2 augustus 2023 gelanceerd voor bevoorradingsmissie CRS NG-19.[6]
  - 2023 - Lancering van een Alpha raket van Firefly Aerospace vanaf Vandenberg Space Force Base SLC-2W voor de Fly the Lightning missie met een breedband communicatiesatelliet met technologie ter ondersteuning van Amerikaanse oorlogsvoering. Tijdens de tweede ontsteking van de tweede trap ontstaan er technische problemen waardoor de satelliet niet in de juiste baan wordt gebracht, maar de satelliet is wel operationeel.[7]
  - 2023 - De University of Alabama maakt bekend dat een vrouw met twee baarmoeders (uterus didelphys), een afwijking die voorkomt bij 3 op de 1000 vrouwen, op 19 en 20 december (lokale tijd) twee gezonde meisjes heeft gebaard die elk uit de verschillende baarmoeders komen. Dit komt ongeveer 1 op de miljoen keer voor.[8]

## Geboren

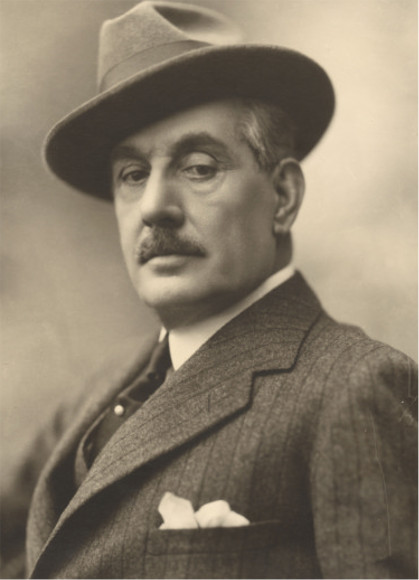
Giacomo Puccini
geboren in 1858

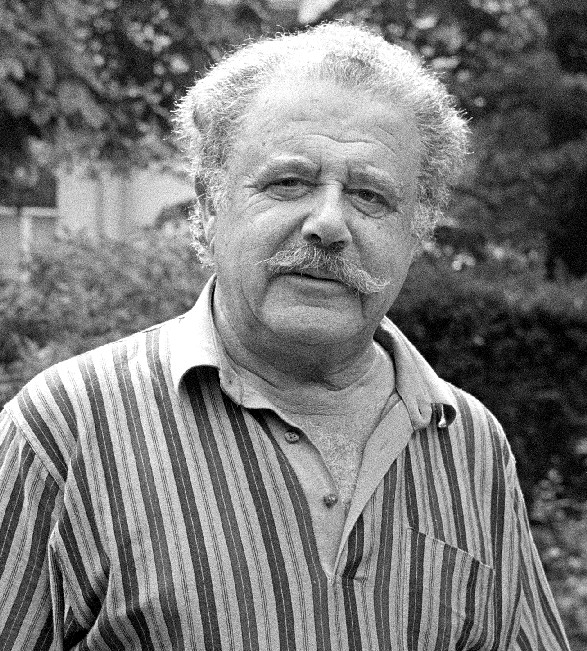
Eli Asser
geboren in 1922

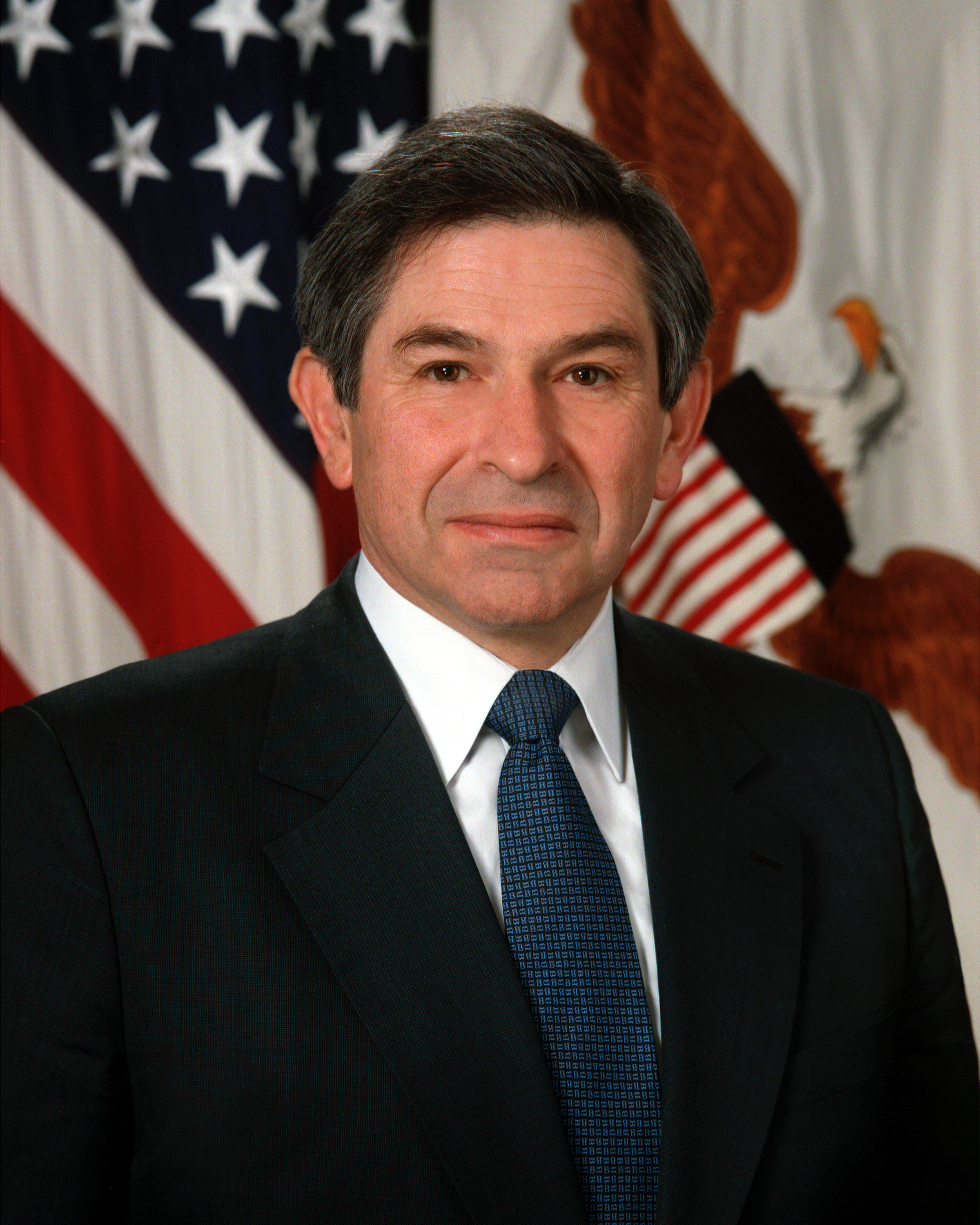
Paul Wolfowitz
geboren in 1943

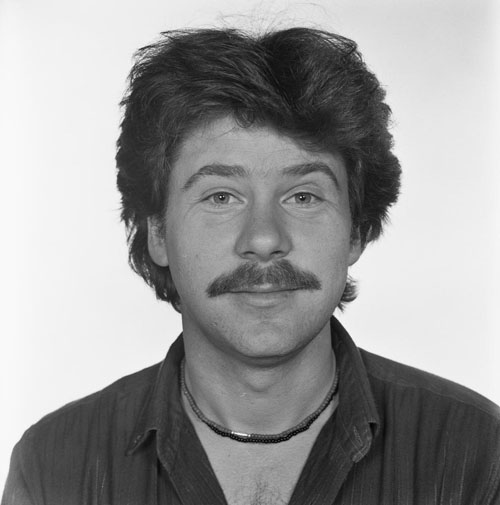
Bill van Dijk
geboren in 1947

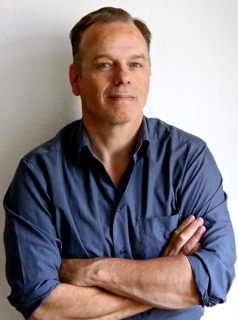
Wierd Duk
geboren in 1959

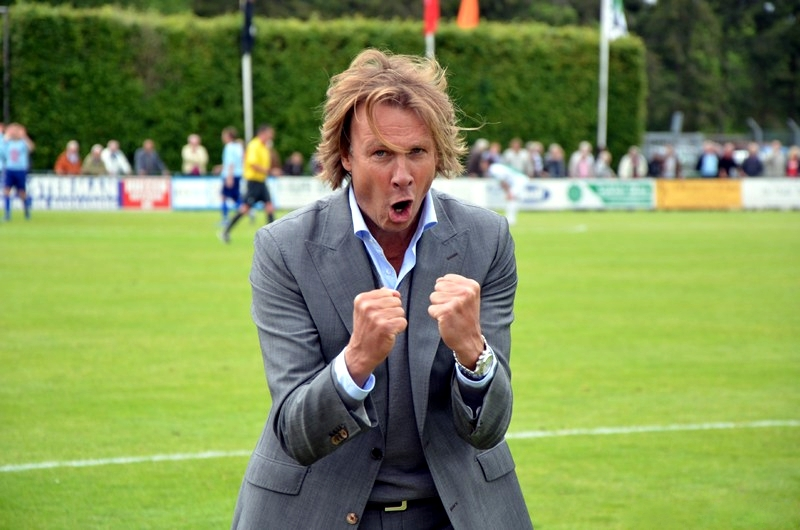
Hans Kraay jr.
geboren in 1959

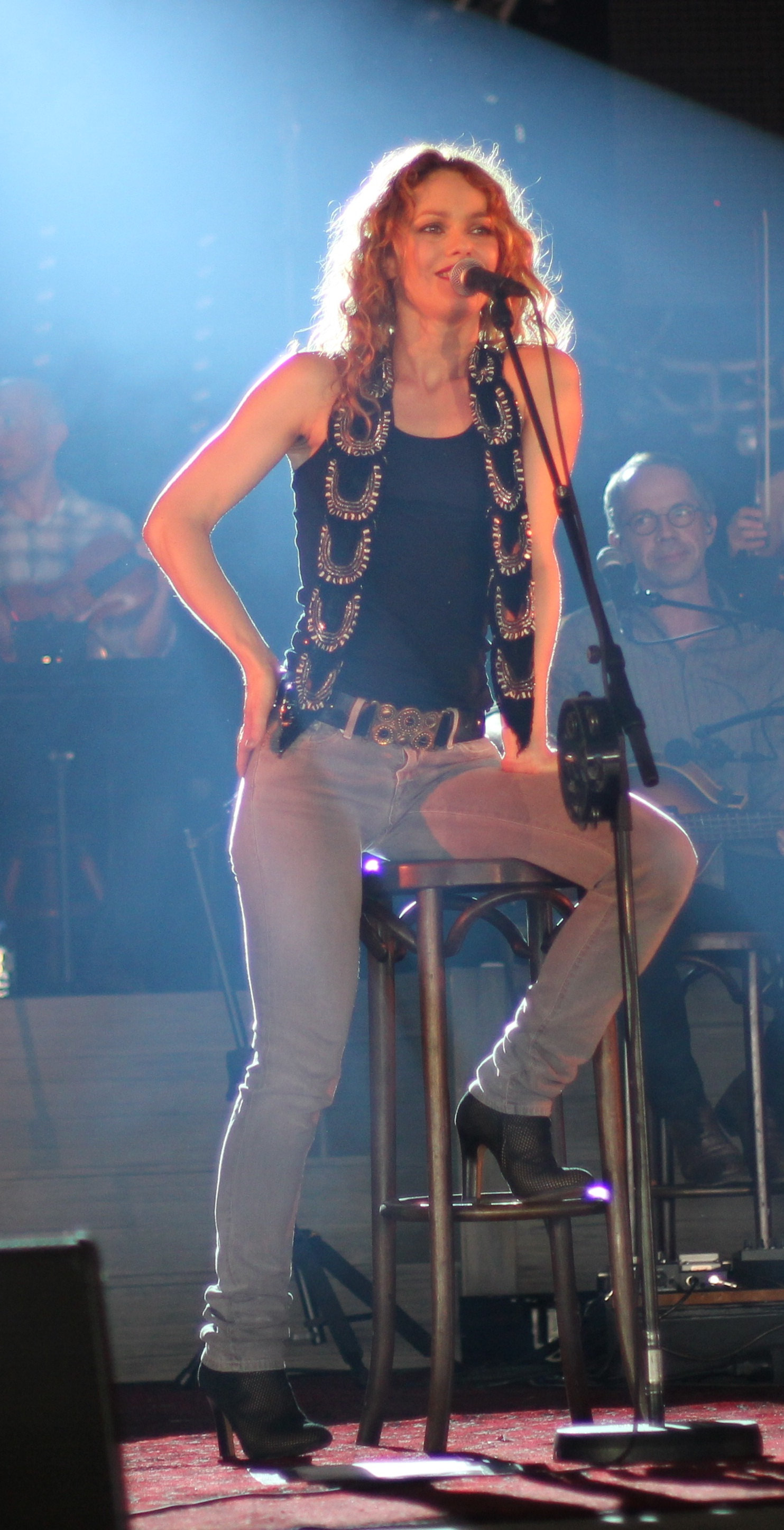
Vanessa Paradis
geboren in 1972

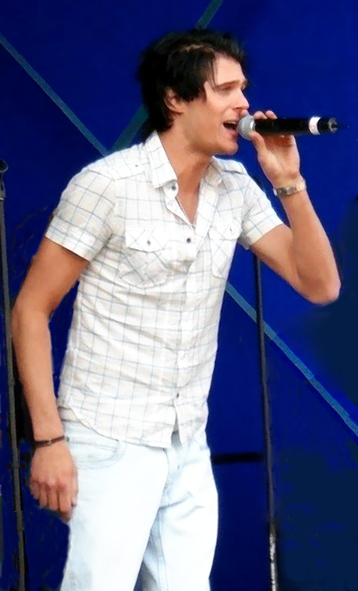
Basshunter
geboren in 1984

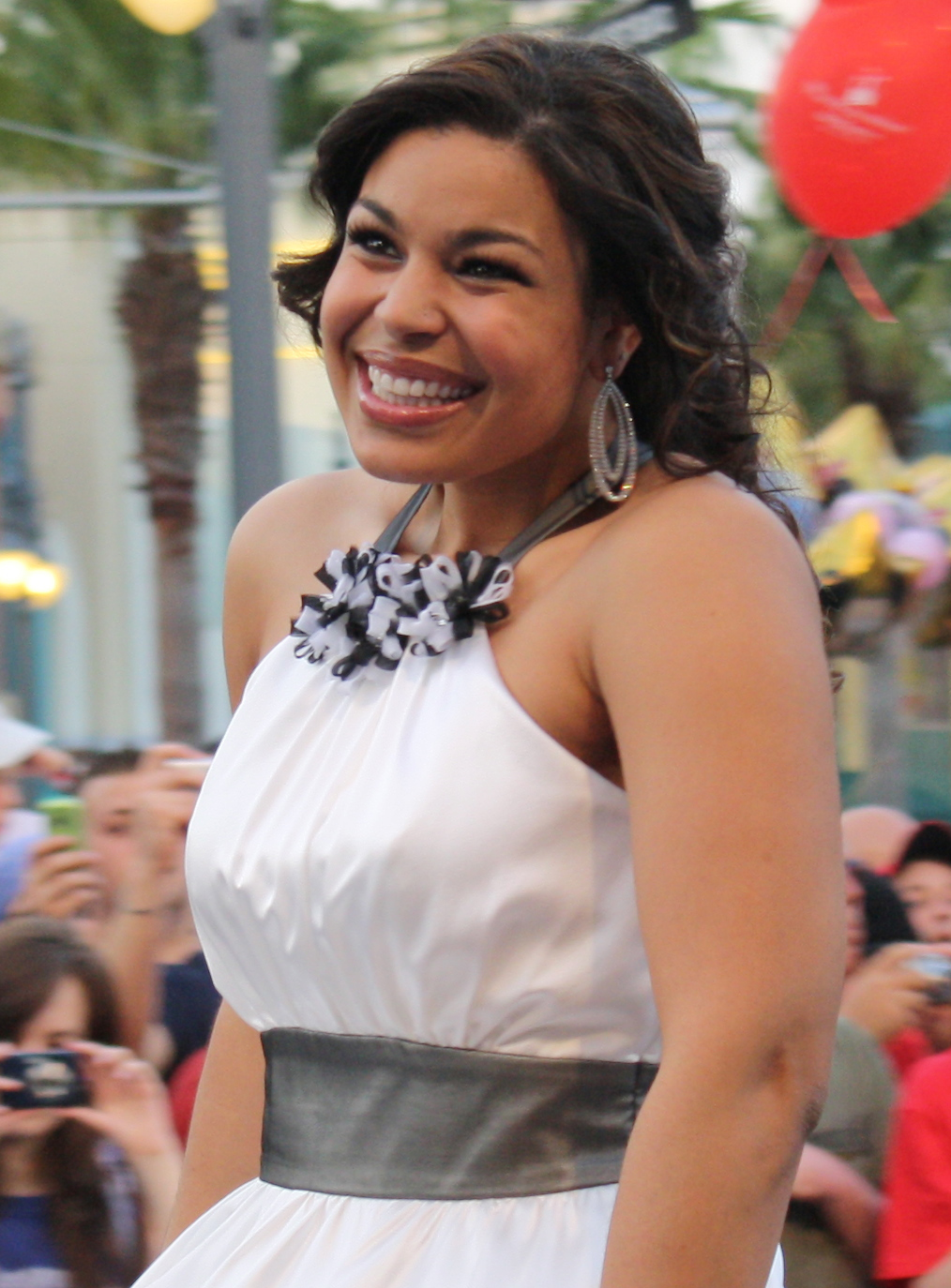
Jordin Sparks
geboren in 1989

- 242 - Diocletianus, Romeins keizer (overleden 316)
- 1666 - Goeroe Gobind Singh, tiende goeroe van het sikhisme (overleden 1708)
- 1723 - Karl Friedrich Abel, Duits barok componist (overleden 1787)
- 1804 - Louis Breguet, Frans horlogemaker en natuurkundige (overleden 1883)
- 1805 - John Obadiah Westwood, Engels entomoloog en archeoloog (overleden 1893)
- 1821 - Giovanni Bottesini, Italiaans contrabassist, dirigent en componist (overleden 1889)
- 1828 - Eduard Schönfeld, Duits astronoom (overleden 1891)
- 1846 - Oscar Carré, Nederlands circusdirecteur (overleden 1911)
- 1858 - Giacomo Puccini, Italiaans componist (overleden 1924)
- 1868 - Jaan Tõnisson, Estisch staatsman (overleden 1941?)
- 1872 - Pieter Wijdenes, Nederlands wiskundige (overleden 1972)
- 1873 - Louis Heijermans, Nederlands sociaal geneeskundige (overleden 1938)
- 1874 - Franz Schmidt, Oostenrijks componist, cellist en pianist (overleden 1939)
- 1878 - Meyer Prinstein, Amerikaans atleet (overleden 1925)
- 1882 - Hiram Tuttle, Amerikaans ruiter (overleden 1956)
- 1887 - Srinivasa Aaiyangar Ramanujan, Indiaas wiskundige (overleden 1920)
- 1893 - Maarten de Niet, Nederlands jurist en bestuurder in Suriname (overleden 1973)
- 1898 - Cornelis Smits, Nederlands politicus (overleden 1994)
- 1899 - Gustaf Gründgens, Duits acteur (overleden 1963)
- 1900 - Leendert Overduin, Nederlands predikant en verzetsstrijder (overleden 1976)
- 1901 - Arie Kaan, Nederlands atleet (overleden 1991)
- 1901 - André Kostelanetz, Amerikaans dirigent en arrangeur (overleden 1980)
- 1905 - Pierre Levegh, Frans autocoureur (overleden 1955)
- 1906 - Pentti Larvo, Fins voetballer (overleden 1954)
- 1906 - Cor Steyn, Nederlands musicus (overleden 1965)
- 1908 - Marius Duintjer, Nederlands architect (overleden 1983)
- 1909 - Frans Detiège, Belgisch politicus (overleden 1980)
- 1912 - Lady Bird Johnson, Amerikaans echtgenote van president Lyndon Johnson van de Verenigde Staten (overleden 2007)
- 1913 - Constancio Bernardo, Filipijns kunstschilder (overleden 2003)
- 1915 - Barbara Billingsley, Amerikaans actrice (overleden 2010)
- 1918 - Emiel Pauwels, Belgisch atleet (overleden 2014)
- 1919 - Denis Beatty, Amerikaans architect (overleden 2002)
- 1922 - Eli Asser, Nederlands auteur (overleden 2019)
- 1925 - Lefter Küçükandonyadis, Turks voetballer (overleden 2012)
- 1925 - Niberco, Nederlands goochelaar (overleden 1993)
- 1926 - Alcides Ghiggia, Uruguayaans-Italiaans voetballer (overleden 2015)
- 1927 - Charles Dewachtere, Belgisch atleet (overleden 2020)
- 1928 - Marcel Molines, Algerijns wielrenner (overleden 2011)
- 1928 - Corry Vreeken, Nederlands schaakster (overleden 2025)
- 1929 - Hugo Loetscher, Zwitsers schrijver (overleden 2009)
- 1930 - Salvatore Gionta, Italiaans waterpolospeler (overleden 2025)
- 1932 - Theo Diepenbrock, Nederlands zanger (overleden 2018)
- 1932 - Han Grijzenhout, Nederlands voetbalcoach (overleden 2020)
- 1932 - Richard Meredith, Amerikaans ijshockyer (overleden 2025)
- 1933 - Elizabeth Hubbard, Amerikaans actrice (overleden 2023)
- 1933 - Abel Pacheco, president van Costa Rica
- 1935 - Anatoli Sass, Sovjet roeier (overleden 2023)
- 1936 - Héctor Elizondo, Amerikaans acteur
- 1936 - Akio Kaminaga, Japans judoka (overleden 1993)
- 1937 - Edoeard Oespenski, Russisch kinderboekenschrijver (overleden 2018)
- 1939 - Valentin Afonin, Sovjet voetballer en trainer (overleden 2021)
- 1941 - Lanna Saunders, Amerikaans actrice (overleden 2007)
- 1942 - John Casablancas, Amerikaans directeur van een modellenschool (overleden 2013)
- 1942 - Antonio Martino, Italiaans politicus (overleden 2022)
- 1943 - Juan Mujica, Uruguayaans voetballer en -coach (overleden 2016)
- 1943 - Paul Wolfowitz, Amerikaans politicus
- 1944 - Mo Foster, Brits basgitarist (overleden 2023)
- 1944 - Barry Jenkins, Brits drummer
- 1944 - Pieter ter Veer, Nederlands politicus (overleden 2022)
- 1945 - Joris Voorhoeve, Nederlands politicus
- 1945 - Marianne van Wijnkoop, Nederlands actrice (overleden 2022)
- 1946 - Mary McCaslin, Amerikaans folkzangeres (overleden 2022)
- 1947 - Bill van Dijk, Nederlands zanger en acteur
- 1948 - Luc Goutry, Belgisch politicus
- 1948 - Ed Spanjaard, Nederlands dirigent en pianist
- 1949 - Manfred Burgsmüller, Duits voetballer (overleden 2019)
- 1949 - Robin Gibb, Brits-Australisch zanger (overleden 2012)
- 1949 - Maurice Gibb, Brits-Australisch zanger (overleden 2003)
- 1949 - Li Xianting, Chinees kunstcriticus
- 1951 - Charles de Lint, Canadees schrijver
- 1952 - Uri Ariel, Israëlisch politicus
- 1952 - Tars Lootens, Belgisch pianist, componist
- 1954 - Anna Galiena, Italiaans actrice en filmster
- 1955 - Jean-Louis Gauthier, Frans wielrenner (overleden 2014)
- 1955 - Chris Taes, Belgisch politicus
- 1955 - Aleid Truijens, Nederlands journaliste en publiciste
- 1956 - Michel Wuyts, Belgisch publicist en schrijver
- 1958 - Lenny Von Dohlen, Amerikaans acteur (overleden 2022)
- 1958 - Frank Gambale, Australisch gitarist
- 1959 - Wierd Duk, Nederlands auteur en historicus
- 1959 - Bernd Schuster, Duits voetballer en voetbalcoach
- 1959 - Hans Kraay jr., Nederlands voetballer, voetbalcoach en televisiepresentator
- 1960 - Arthur Nieuwenhuijs, Nederlands kunstenaar
- 1960 - Neil Shubin, Amerikaans paleontoloog
- 1960 - Lulu Wang, Nederlands schrijfster
- 1961 - Joeri Malentsjenko, Russisch ruimtevaarder
- 1961 - Philippe Vande Walle, Belgisch voetbaldoelman
- 1962 - Ralph Fiennes, Brits acteur
- 1962 - Chris Götte, Nederlands drummer (overleden 2001)
- 1963 - Christophe Lavainne, Frans wielrenner
- 1964 - Alberto Binaghi, Italiaans golfer
- 1964 - Hironori Takeuchi, Japans autocoureur
- 1965 - David S. Goyer, Amerikaans scenarioschrijver, filmregisseur en boekenschrijver
- 1965 - Sergi López i Ayats, Spaans acteur
- 1966 - Christophe Lacroix, Belgisch politicus
- 1967 - Richey James Edwards, Brits gitarist (verdwenen 1995)
- 1967 - Martina Voss, Duits voetbalster en voetbalcoach
- 1968 - Dina Meyer, Amerikaans actrice
- 1968 - Xiomara Rivero, Cubaans atlete
- 1968 - Luis Hernandez, Mexicaans voetballer
- 1969 - Dagmar Hase, Duits zwemster
- 1969 - Scott McGrory, Australisch wielrenner
- 1969 - Massimiliano Pedalà, Italiaans autocoureur
- 1970 - Mutiu Adepoju, Nigeriaans voetballer
- 1970 - Gary Anderson, Schots darter
- 1970 - Barbara Blatter, Zwitsers mountainbikester
- 1970 - Ted Cruz, Amerikaans politicus
- 1970 - Mathias Sercu, Belgisch acteur
- 1971 - Khalid Khannouchi, Marokkaans-Amerikaans atleet
- 1971 - Marcos Milinkovic, Argentijns volleyballer
- 1971 - Jonny Rödlund, Zweeds voetballer
- 1972 - Alex Agnew, Belgisch cabaretier
- 1972 - Anderson Luis da Silva, Braziliaans voetballer
- 1972 - Alexandre Moos, Zwitsers wielrenner
- 1972 - Vanessa Paradis, Frans zangeres en actrice
- 1972 - Jeroen Stomphorst, Nederlands nieuwslezer en televisiepresentator
- 1973 - Toncy van Eersel, Nederlands actrice
- 1975 - Martin Lipčák, Slowaaks voetballer
- 1975 - Khaled Al Qubaisi, ondernemer en autocoureur uit de Verenigde Arabische Emiraten
- 1975 - Kris Van De Putte, Belgisch voetbaldoelman
- 1976 - Katleen De Caluwé, Belgisch atlete
- 1976 - Rafael Pettersson, Pools-Zweeds acteur
- 1976 - Kiyoko Shimahara, Japans atlete
- 1978 - Emmanuel Olisadebe, Nigeriaans-Pools voetballer
- 1978 - James Rotich, Keniaans atleet
- 1979 - Diane Bui Duyet, Frans zwemster
- 1979 - Danielle Carruthers, Amerikaans atlete
- 1979 - Salim Kipsang, Keniaans atleet
- 1979 - Petra Majdič, Sloveens langlaufster
- 1980 - Chris Carmack, Amerikaans acteur en model
- 1981 - Juan Carlos Rojas, Costa Ricaans wielrenner
- 1982 - Souleymane Camara, Senegalees voetballer
- 1982 - Teko Modise, Zuid-Afrikaans voetballer
- 1982 - Brooke Nevin, Canadees actrice en filmregisseuse
- 1982 - Tom Vanchaze, Belgisch atleet
- 1983 - Lara Davenport, Australisch zwemster
- 1983 - Robin Duvillard, Frans langlaufer
- 1983 - Raymond Fafiani, Nederlands voetballer
- 1983 - José Fonte, Portugees voetballer
- 1984 - Basshunter, Zweeds muzikant en dj
- 1986 - Herman Hofman, Nederlands radiopresentator
- 1986 - Emmely de Wilt, Nederlands radiopresentator
- 1987 - Chemseddine Amar, Nederlands acteur
- 1987 - Lisa Andreas, Brits-Cypriotisch zangeres
- 1987 - Roy Beerens, Nederlands voetballer
- 1987 - Agnieszka Gąsienica-Daniel, Pools skiester
- 1988 - King Gyan Osei, Ghanees voetballer
- 1989 - Jordin Sparks, Amerikaans zangeres
- 1989 - Yori Swart, Nederlands singer-songwriter
- 1990 - Ilse Kraaijeveld, Nederlands zwemster
- 1990 - Jean-Baptiste Maunier, Frans acteur
- 1990 - Josef Newgarden, Amerikaans autocoureur
- 1990 - Paul Tanui, Keniaans atleet
- 1992 - Papé Diakité, Senegalees voetballer
- 1992 - Mélanie Henique, Frans zwemster
- 1993 - William Pottker, Braziliaans voetballer
- 1993 - Meghan Trainor, Amerikaans zangeres
- 1994 - Hayden Gillim, Amerikaans motorcoureur
- 1994 - Norbert Nagy, Hongaars autocoureur
- 1997 - Guus Til, Nederlands voetballer
- 1999 - Lachlan Epis, Australisch motorcoureur
- 2000 - Pauletta Foppa, Frans handbalster
- 2002 - Datro Fofana, Ivoriaans voetballer
- 2006 - Wassim Bouziane, Nederlands-Marokkaans voetballer
- 2008 - Madeleine McGraw, Amerikaans actrice

## Overleden

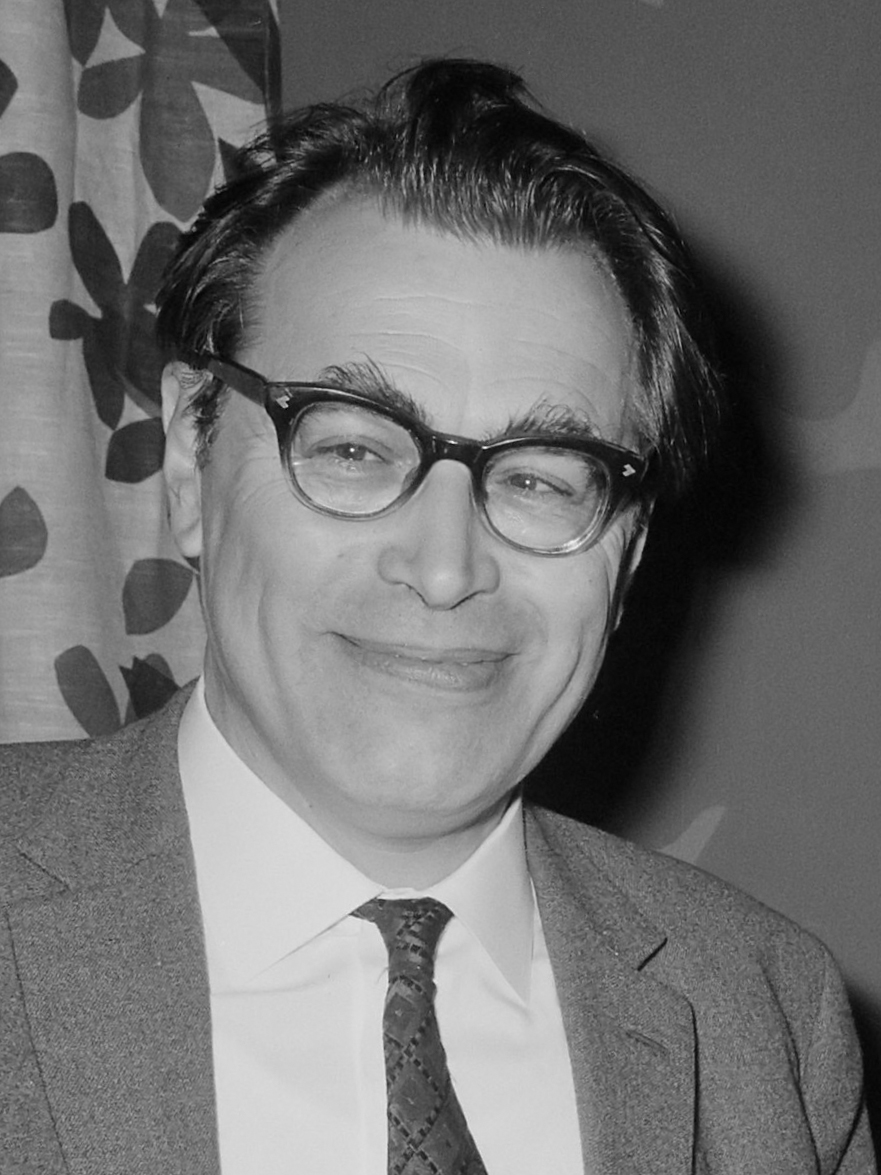
Godfried Bomans
overleden in 1971

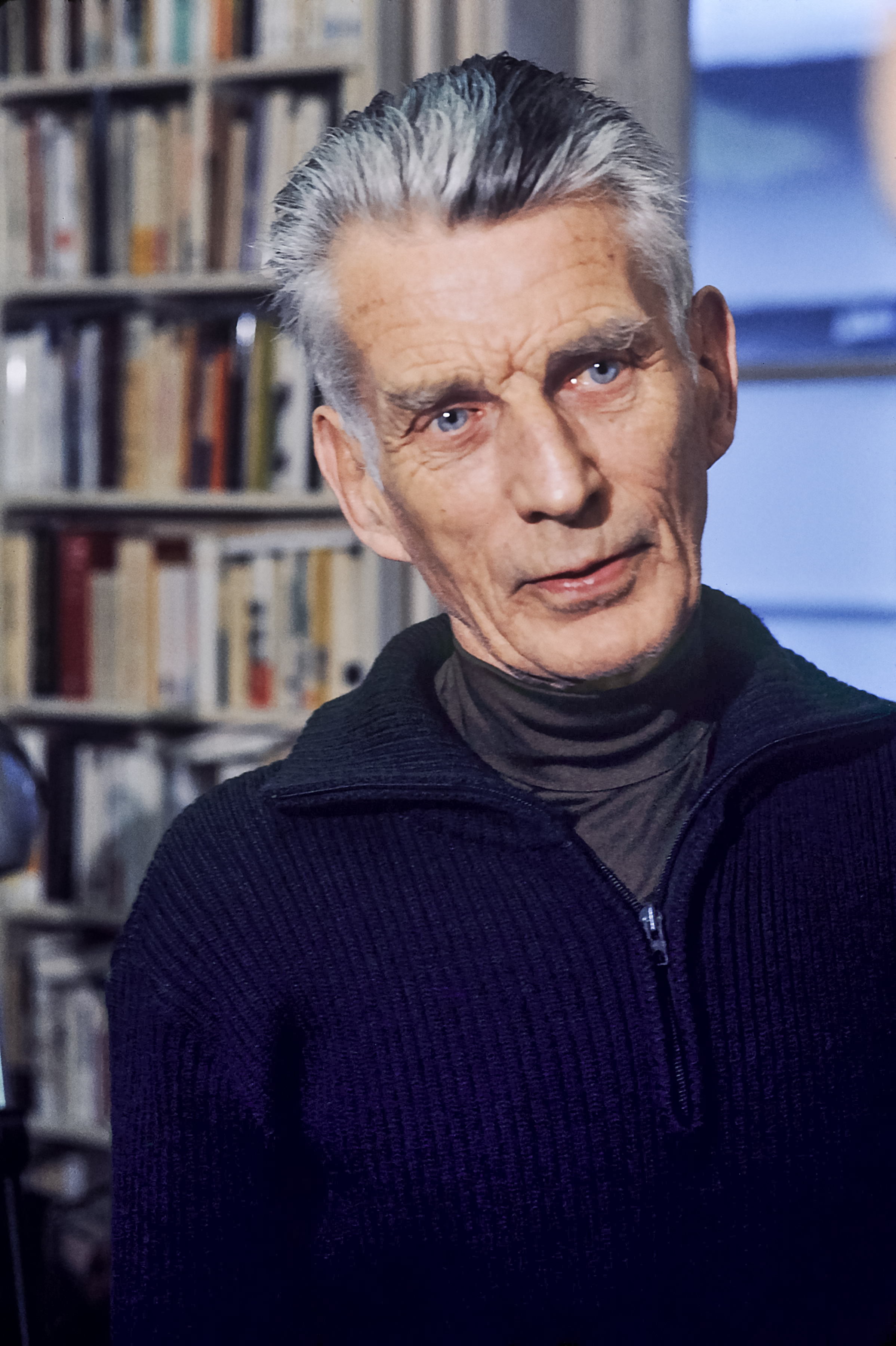
Samuel Beckett
overleden in 1989

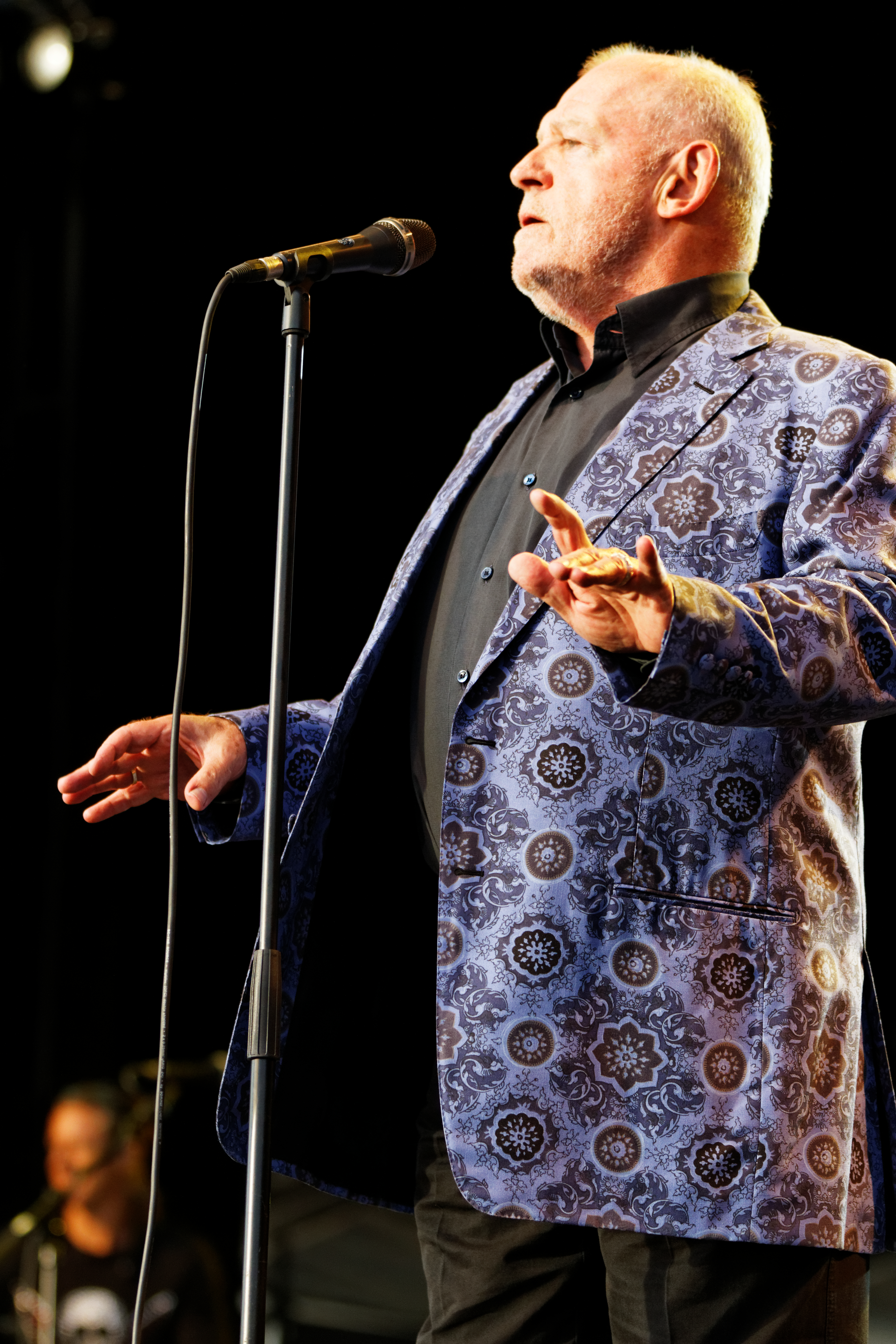
Joe Cocker (in 2013)
overleden in 2014

- 69 - Aulus Vitellius Germanicus (54), keizer van het Romeinse Keizerrijk
- 703 - Jitō (58), Japans keizerin en regentes
- 1324 - Walram III van Nassau (~30), graaf van Nassau (datum bij benadering)
- 1815 - José María Morelos (50), Mexicaans onafhankelijkheidsstrijder
- 1831 - Charles Fraser (circa 43), Brits botanicus
- 1839 - Cornelis van Spaendonck (83), Nederlands kunstschilder, tekenaar en ontwerper
- 1867 - Jean-Victor Poncelet (79), Frans meetkundige en ingenieur
- 1867 - Théodore Rousseau (55), Frans schilder
- 1880 - George Eliot (61), Engels schrijfster
- 1915 - Arthur Hughes (83), Engels kunstschilder en illustrator
- 1940 - Klaas Pander (73), Nederlands schaatser
- 1943 - Beatrix Potter (77), Engels schrijfster
- 1945 - Otto Neurath (63), Oostenrijks filosoof, econoom en socioloog
- 1946 - Klaine Gerrit Keizer (72), Nederlands artiest
- 1951 - Karl Koller (53), Duits generaal
- 1955 - Boy van Wilgenburg (53), Nederlands zwemmer
- 1960 - Frederik Ernst Müller (71), Nederlands NSB-burgemeester van Rotterdam
- 1961 - Elia Dalla Costa (89), Italiaans kardinaal-aartsbisschop van Florence
- 1962 - Ross McLarty (71), Australisch politicus, de 17e premier van West-Australië
- 1971 - Godfried Bomans (58), Nederlands schrijver
- 1971 - Paul Brochart (72), Belgisch atleet
- 1974 - Albert De Clerck (60), Belgisch politicus
- 1976 - Grégoire Kayibanda (52), Rwandees president
- 1977 - Johann Nepomuk David (82), Oostenrijks componist en hoogleraar
- 1979 - Darryl F. Zanuck (77), Amerikaans filmproducent
- 1988 - Frank Essed (69), Surinaams politicus
- 1988 - Chico Mendes (44), Braziliaans vakbondsleider en milieu-activist
- 1989 - Samuel Beckett (83), Iers (toneel)schrijver en dichter
- 1992 - Frederick William Franz (99), president van het Wachttorengenootschap
- 1998 - Samuel Pieter Bentinck (89), Nederlands burgemeester
- 2000 - Giuseppe Colnago (77), Italiaans motorcoureur
- 2002 - Joe Strummer (50), Brits zanger
- 2006 - Jelena Moechina (46), Russisch turnster
- 2006 - Galina Oestvolskaja (87), Russisch componiste
- 2007 - Charles Court (96), 21e premier van West-Australië
- 2007 - Lucien Teisseire (88), Frans wielrenner
- 2008 - Lansana Conté (74), Guinees president
- 2012 - Ger van den Brink (52), Nederlands radiopresentator
- 2012 - Tony Cabana (54), Nederlands zanger en horeca-uitbater
- 2012 - Colin Davis (79), Brits autocoureur
- 2012 - Jacques Geukers (91), Nederlands burgemeester
- 2012 - Marva Whitney (68), Amerikaans zangeres
- 2013 - Trigger Alpert (97), Amerikaans jazzcontrabassist
- 2014 - Joe Cocker (70), Brits zanger
- 2015 - Jaap Zijlstra (82), Nederlands dichter, schrijver en predikant
- 2016 - Carlos Averhoff (69), Cubaans jazz-muzikant en fluitist
- 2016 - Dick Houwaart (89), Nederlands journalist en schrijver
- 2016 - Kenneth Snelson (89), Amerikaans beeldhouwer en fotograaf
- 2017 - Eppo Brongers (88), Nederlands militair historicus
- 2017 - Warren Lee (73), Amerikaans-Nederlands boekhandelaar
- 2017 - Jason Lowndes (23), Australisch wielrenner
- 2018 - Paddy Ashdown (77), Brits politicus
- 2018 - Jean Bourgain (64), Belgisch wiskundige
- 2018 - Simha Rotem (94), Pools-Israëlisch verzetsstrijder
- 2018 - Roberto Suazo Córdova (91), Hondurees president
- 2018 - Willy Taminiaux (79), Belgisch politicus
- 2019 - Georget Bertoncello (76), Belgisch voetballer
- 2019 - Ram Dass (88), Amerikaans spiritueel leraar en auteur
- 2020 - Claude Brasseur (84), Frans acteur
- 2020 - Edmund M. Clarke (75), Amerikaans informaticus
- 2020 - Kees van Lede (78), Nederlands werkgeversvoorzitter
- 2021 - Michael Kirchner (64), Amerikaans professioneel worstelaar
- 2022 - Maria Nowak (87), Pools-Frans econome
- 2022 - Anton Tkáč (71), Slowaaks baanwielrenner
- 2022 - Ronan Vibert (58), Brits acteur
- 2023 - Lambiek Berends (82), Nederlands journalist
- 2023 - Ingrid Steeger (76), Duits actrice
- 2023 - Jef Thys (84), Belgisch politicus
- 2023 - Thomas Stafford Williams (93), Nieuw-Zeelands kardinaal
- 2023 - Luc Vanderschommen (69), Belgisch voetballer
- 2024 -  Jeroen Krom (53), Nederlands diskjockey en muziekproducent

## Viering/herdenking
- 2002, 2003, 2006, 2007, 2010, 2011, 2014, 2015, 2019, 2023, 2027, 2031, 2035, 2039, 2043, 2047 - Begin van de astronomische winter[9]
- In het Romeinse Rijk viert men de saturnaliën ter ere van de zonnewende
- Nederlandse heidenen vieren het zonnewende feest en het begin van joelfeest
- Rooms-katholieke kalender:
  - Heilige Hunger (van Utrecht) († 866) - Vrije gedachtenis (in bisdommen Utrecht en Haarlem-Amsterdam)
  - Heilige Zeno (van Nicodemië) († 303)
  - Heilige Flaviaan (van Acquapendente) († 362)
  - Heilige Frances-Xavier Cabrini († 1917)
  - Zalige Jutta (van Sponheim) († 1136)
  - Zalige Adam van Saksen († c. 1210)
  - Everardus Witte († 1950)
- Winterfeest

## Weerextremen

### Nederland
| | Officiële records | Officiële records | Officiële records |      | Landelijke records | Landelijke records | Landelijke records |
| Gebeurtenis | Jaar              | Extreem           | Locatie           | Jaar | Extreem            | Locatie            |                    |
| --- | ----------------- | ----------------- | ----------------- | ---- | ------------------ | ------------------ | ------------------ |
| Laagste etmaalgemiddelde temperatuur (°C) | 1938              | −10,3             | De Bilt           |      | 1938               | −10,9              | Eelde              |
| Hoogste etmaalgemiddelde temperatuur (°C) | 2015              | 13,0              | De Bilt           |      | 2015               | 13,3               | Woensdrecht        |
| Laagste minimumtemperatuur (°C) | 1938              | −13,4             | De Bilt           |      | 1938               | −14,9              | Eelde              |
| Hoogste minimumtemperatuur (°C) | 2015              | 10,3              | De Bilt           |      | 2015               | 11,7               | Westdorpe          |
| Laagste maximumtemperatuur (°C) | 1938              | −8,2              | De Bilt           |      | 1938               | −9,0               | De Kooy            |
| Hoogste maximumtemperatuur (°C) | 2015              | 14,4              | De Bilt           |      | 2020               | 14,7               | Arcen              |
| Hoogste uurgemiddelde windsnelheid (m/s) | 1954              | 16,5              | De Bilt           |      | 1954               | 23,1               | De Kooy            |
| Hoogste windstoot (m/s) | 1954              | 27,8              | De Bilt           |      | 2003               | 38,0               | Oosterschelde      |
| Langste zonneschijnduur (uur) | 1917              | 6,7               | De Bilt           |      | 1940 1985          | 7,0                | Eelde Maastricht   |
| Langste neerslagduur (uur) | 2002              | 13,8              | De Bilt           |      | 1981               | 18,9               | Schiphol           |
| Hoogste etmaalsom van de neerslag (mm) | 2002              | 23,2              | De Bilt           |      | 2002               | 25,3               | Volkel             |
| Laagste etmaalgemiddelde relatieve vochtigheid (%) | 1996              | 45                | De Bilt           |      | 1996               | 43                 | Soesterberg        |
| Laagste uurwaarde luchtdruk op zeeniveau (hPa) | 1925              | 975,0             | De Bilt           |      | 1925               | 971,8              | De Kooy            |
| Hoogste uurwaarde luchtdruk op zeeniveau (hPa) | 1962              | 1044,8            | De Bilt           |      | 1962               | 1047,2             | Eelde              |
| Officiële records worden altijd gemeten op het KNMI-weerstation in De Bilt. Landelijke records kunnen worden gemeten op elk officieel KNMI-weerstation in Nederland. |                   |                   |                   |      |                    |                    |                    |

Uitzonderlijke gebeurtenissen
- 1939 - Officieel laagste minimumtemperatuur in °C van het jaar gemeten in De Bilt: −10,9
- 1986 - Officieel laagste minimumtemperatuur in °C van december dit jaar gemeten in De Bilt: −3,8. Samen met 24 december
- 1991 - Officieel hoogste minimumtemperatuur in °C van december dit jaar gemeten in De Bilt: 9,3
- 1996 - Officieel maandrecord laagste etmaalgemiddelde relatieve vochtigheid in % van december gemeten in De Bilt: 45
- 1996 - Landelijk maandrecord laagste etmaalgemiddelde relatieve vochtigheid in % van december gemeten in Soesterberg: 43. Samen met 30 december 1927
- 2007 - Officieel laagste minimumtemperatuur in °C van het jaar gemeten in De Bilt: −6,9
- 2007 - Officieel laagste minimumtemperatuur in °C van december dit jaar gemeten in De Bilt: −6,9
- 2020 - Officieel hoogste minimumtemperatuur in °C van december dit jaar gemeten in De Bilt: 8,6. Samen met 23 december
- 2021 - Officieel laagste minimumtemperatuur in °C van december dit jaar gemeten in De Bilt: −6,1

### België
Dagrecords
- 1938 - Laagste etmaalgemiddelde temperatuur −8,7 °C
- 1971 - Hoogste etmaalgemiddelde temperatuur 11,8 °C
- 1855 - Laagste minimumtemperatuur −13,4 °C
- 1916 - Hoogste maximumtemperatuur 13,3 °C
- 1909 - Hoogste etmaalsom van de neerslag 30,1 mm

Uitzonderlijke gebeurtenissen
- 2000 - Minimumtemperatuur in Ukkel −0,5 °C. Eerste vorstdag uitzonderlijk laat, maar het record van 1984 wordt niet gebroken.

<< · 1 · 2 · 3 · 4 · 5 · 6 · 7 · 8 · 9 · 10 · 11 · 12 · 13 · 14 · 15 · 16 · 17 · 18 · 19 · 20 · 21 · 22 · 23 · 24 · 25 · 26 · 27 · 28 · 29 · 30 · 31 · >>